# Varengold Bank
Varengold Bank AG (рус. Варенгольд/Варенголд) — немецкий инвестиционный банк, который специализируется в управлении портфолио на фьючерсах и хедж-фонд портфолио. Главный офис банка Varengold находится в Гамбурге, Германия. 
Varengold является членом федерального союза альтернативных инвестиций, а также почетным участником глобального действующего финансового объединения рынка ACI the Financial Markets Association.

## История
Varengold Bank AG был основан в 1995 году нынешним директоратом: Yasin Sebastian Qureshi и Steffen Fix. Varengold фокусирует своё внимание на деривативах - брокерский сегмент и управление портфолио на фьючерсах. 
С 20 марта 2007 года акциями банка публично торгуют на немецкой Франкфуртской бирже.